# Hyalonema infundibulum
Hyalonema infundibulum är en svampdjursart som beskrevs av Topsent 1896. Hyalonema infundibulum ingår i släktet Hyalonema och familjen Hyalonematidae. Inga underarter finns listade i Catalogue of Life.